# Палада (бронепалубен крайцер, 1899)
Палада (на руски: Паллада) е бронепалубен крайцер от 1-ви ранг на Руския императорски флот, кораб от крайцерите на серията „Диана“ построени в Русия в рамките на корабостроителната програма от 1895 г. и предназначени за разузнаване и борба с търговското корабоплаване на противника при сравнително неголямо отдалечение от своите бази.

## История на създаване и служба
През октомври 1902 – април 1903 г. извършва заедно с броненосеца „Ретвизан“ и еднотипният крайцер „Диана“ преход до Далечния Изток, където влиза в състава на Ескадрата на Тихия океан.
Тук наместникът за Далечния Изток, генерал-адютант Евгений Иванович Алексеев, провежда преглед на корабите. В изпратения до столицата отчет той се изказва неласкаво за възможностите на двата крайцера: „Крайцерите от 1-ви ранг „Диана“ и „Палада“, построени от държавната корабостроителница в С. Петербург, значително изостават от своите чуждестранни аналози по всички параметри, както по отношение на хода и артилерията, така и по целесъобразност и пълнота на проекта, така и по начина на изпълнение на работите. Така например, още в Кронщат комисията указва, че контрактното число мощност е достигнато без четири от котлите, по този начин, те са излишна тежест. Междувременно, за пълния комплект от артилерийски снаряди няма място, и погребите са разположени, част от тях, до котлите. Морските качества са невисоки, тъй като крайцерите забиват нос, пълната скорост не достига (контрактните) 20 възела“. Офицерите от тихоокеанските ескадри иронично наричат тези крайцери „богини родно производство“, а матросите фамилиарно ги наименуват „Дашка“ и „Палашка“.
Корабът участва в Руско-японската война. На 8 февруари 1904 г., е торпилиран от японски миноносец на външния рейд на Порт Артур; отново влиза в строй след ремонт през април 1904 г. Участва в боя в Жълто море, след който c основната част на ескадрата се връща в Порт Артур. На 8 декември 1904 г. е потопен от японската обсадна артилерия във вътрешния залив на Порт Артур.
През септември 1905 г. е изваден от японците и след ремонт и преоборудване влиза в състава на Императорския японски флот под името „Цугару“. През 1920 г. е преоборудван на минен заградител, а 1922 г. е изключен от списъците на флота.
На 27 май 1924 г. е потопен от японската морска авиация при демонстрационна бомбардировка в чест на юбилея от Цушимското сражение.

## Галерия
- „Палада“ под обстрел в залива на Порт Артур, отдясно броненосецът „Победа“ 1904 година
- Броненосецът „Полтава“ и „Палада“ потопени в Порт Артур
- Крайцерът „Палада“ потопен в Порт Артур
- Торпилирането на крайцера „Палада“ (интерпретация на художника)
- Крайцерът „Цугару“ през 1912 година
- Крайцерът „Цугару“ през 1914 година